# Калинове (Алчевський район)
Кали́нове (в минулому — Тринадцята Рота) — селище в Україні, у  Кадіївській міській громаді Алчевського району Луганської області. Населення становить 3 014 осіб. Орган місцевого самоврядування — Калинівська селищна рада.
Знаходиться на тимчасово окупованій території України.
Відповідно до Розпорядження Кабінету Міністрів України від 12 червня 2020 року № 717-р «Про визначення адміністративних центрів та затвердження територій територіальних громад Луганської області» увійшло до складу Кадіївської міської громади.

## Географія
Селище міського типу Калинове розташоване на річці Луганці, за 4 км від станції Теплогірськ (м. Ірміно) та за 10 км від станції Стаханов (м. Алмазна). У межах селища в Луганку впадають дві її праві притоки — Санжарівка і Ломуватка.
На захід від селища проходить лінія розмежування сил на Донбасі (див. Мінська угода (2015)). На південному заході (вище за течією Луганки), знаходиться селище Троїцьке. Сусідні населені пункти: села Новоолександрівка на північному заході, Калинове-Борщувате і місто Сокологірськ (нижче за течією Луганки) на півночі, Ірміно на північному сході, Кадіївка на сході, Алмазна на південному сході, селище Ганнівка (вище за течією Ломуватки) на півдні, село Веселогорівка (вище за течією Санжарівки) на південно-південно-заході.

## Історія
За даними на 1859 рік у державному селі Калинівське (13-та рота) Бахмутського повіту Катеринославської губернії мешкало 2 518 осіб (1 251 чоловік та 1 267 жінок), налічувалось 351 дворове господарство, православна церква.
Станом на 1886 рік в селі Троїцької волості мешкало 3369 осіб, налічувалось 464 двори, існували православна церква, школа та 5 лавок, проходив щорічний ярмарок.
За переписом 1897 року кількість мешканців зросла до 3819 осіб (1882 чоловічої статі та 1937 — жіночої), з яких 3750 — православної віри.
У 1908 році в селі, центрі Калинівської волості, мешкало 6139 осіб (3018 чоловічої статі та 3121 — жіночої), налічувалось 681 дворове господарство.
| «…У 1932-33 роках по всіх домівках нашого села (яке простяглось на 15 кілометрів вздовж річки Лугань) ходили люди (по 3-4 чоловіки), яких називали “хлібозаготовкою”. Це були представники з села — мабуть, “активісти”, та незнайомі представники влади. По хатах, на горищах та на городах вони шукали прихований хліб. Серед них був дядько з великою гострою залізякою, якою перевіряв свіжу землю по дворах. […] До нас не заходили, бо ми вважалися не селянами, а родиною шахтаря…»[9] |

### Війна на сході України
12 серпня 2014 року в ході збройного протистояння українських військовиків та озброєних РФ «прибічників ЛНР», останні були вибиті з селища. 18 вересня 2014-го поблизу смт Калинового розвідувальна група 17-ї окремої танкової бригади на БМП потрапила у засідку терористів. Під час вогневого протистояння бійці зазнали поранень та їх полонили. У бою тоді загинули прапорщик Геннадій Бережний, молодші сержанти Андрій Кравченко, Олег Литовченко та солдати Сергій Пронін, Андрій Сущевський, Руслан Безрідний. Розвідувальний дозор, у складі якого був сержант Віталій Капінус, прикривав евакуацію поранених бійців; сержант Капінус у бою загинув. 4 жовтня 2014-го українські сили змушено відійшли із Калинового.
Внаслідок боїв 29 січня 2017 року українські війська захопили ворожі бліндажі та просунулись на кілька кілометрів у напрямку Калинового.

## Населення
За даними перепису 2001 року населення селища становило 3862 особи, з них 80,99 % зазначили рідною українську мову, 18,49 % — російську, а 0,52 % — іншу.

## Персоналії
- Варення Микола Романович (25.10.1917 — 23.06.2001) — живописець, графік, педагог, дослідник Гуцульщини.
- Поляков Олексій Іванович (1943) — український художник-пейзажист, народний художник України.
- Рогочий Георгій Антонович (1913—1970) — радянський педагог.